# Eryngiopus bifidus
Eryngiopus bifidus är en spindeldjursart som beskrevs av Charles Thorold Wood 1967. Eryngiopus bifidus ingår i släktet Eryngiopus och familjen Stigmaeidae. Inga underarter finns listade i Catalogue of Life.